# Jessica Steele
Jessica Steele, née le 9 mai 1933 à Royal Leamington Spa, Warwickshire, Angleterre et morte le 23 novembre 2020, est une romancière britannique de romans d'amour.

### Œuvres
- Entre ciel et terre
- Si près de la haine
- Pays pourpre
- Au jardin de l'harmonie
- Croire en toi
- L'impression d'un rêve
- Bien trop timide
- Une terrible promesse
- Le mystérieux M. Stephens
- Le soleil brillera demain
- Souvenir d'un soir
- Fragile façade
- Aux confins du paradis
- La guerre à tout prix
- Juste nous deux
- Lune de miel à Valgaro
- Trompeuse image
- Loin des yeux, loin du cœur
- Avec toi pour toujours
- Escapade norvégienne
- Mariage à la japonaise
- Une sage petite anglaise
- Athènes, ville d'un rêve
- Au bord du lac Baïkal
- Passion dans la vallée des rois
- Les deux visages de Miles Quatermaine
- Jahara, vallée merveilleuse
- Le chemin du bonheur
- L'amour au rendez-vous
- Une femme de principes
- Mariage à mi-temps
- Romance en Bohême
- Des fiançailles inattendues
- Une leçon d'amour
- Les fiançailles oubliées
- Défi pour un play-boy
- Une union sous contrat
- Le fiancé interdit
- Un si charmant patron